# Aryeh Dultzin
Arieh Leon Dultzin (en hebreo: אריה לאון דולצ'ין‎, Minsk, 31 de marzo de 1913 - Tel Aviv, 13 de septiembre de 1989) fue un activista sionista que se desempeñó como ministro sin cartera en el gobierno israelí entre diciembre de 1969 y agosto de 1970, aunque nunca fue miembro de la Knesset.

## Biografía
Nació en Minsk, Imperio Ruso (ahora Bielorrusia). En 1928 emigró a México y entre 1938 y 1942 fue presidente de la rama mexicana de la Organización Sionista. Mientras estaba en México, se casó con la pintora Fredzia Kessler, quien había emigrado de Polonia cuando era niña. Su hija Deborah se convirtió en una destacada astrónoma.
En 1956, Dulzin se mudó a Israel, pero su esposa e hija permanecieron en México. Más tarde se volvió a casar y tuvo otros dos hijos. Después de llegar a Israel, trabajó para la Agencia Judía. Dirigió el departamento económico y la oficina de inversiones hasta 1965, luego se desempeñó como jefe de inmigración, absorción y reasentamiento, y se convirtió en tesorero de 1968 a 1978. Se unió al Partido Liberal y el 15 de diciembre de 1969, Golda Meir lo nombró en su gabinete como Ministro sin Cartera. Sin embargo, renunció el 6 de agosto de 1970 cuando Gahal (el bloque Herut -Liberal) se retiró de la coalición. Entre 1978 y 1987 se desempeñó como presidente de la Organización Sionista Mundial.